# Нім (дерево)
Нім або ж Азадірахта індійська (Azadirachta indica) — листяне дерево родини мелієвих (Meliaceae).

## Будова
Середнього розміру дерево до 15 метрів з круглою, великою кроною до 10 м в діаметрі. Гілки починають галузиться на висоті 7,5 м. Перисте листя азадирахти складається із серпоподібно вигнутих листочків. Кора помірно товста, ззовні сіра і червоняста всередині, виділяє прозорий смердючий сік.

## Життєвий цикл
Листяне дерево, скидає листя у посушливу пору року. Починає цвісти на 4-5 рік, проте насіння, що годяться для продажі, може продукувати лише на 10-12 рік життя. Запилюється різноманітними комахами, у тому числі і медоносними бджолами. Самотнє дерево не приносить плодів, що свідчить про неможливість запилення своїм власним пилком. Час цвітіння варіюється. Наприклад у Таїланді азадирахта цвіте і плодоносить цілий рік, тоді як у Східній Африці це відбувається по сезонах. Китиці маленьких білих квітів з'являються одночасно з листям і за 12 тижнів перетворюються на жовті яйцеподібні плоди з маслянистим насінням. Насіння споживають кажани та птахи, що розносять насіння. Дерево може жити 200 років.

## Поширення та середовище існування
Росте у листопадних лісах на глибокому піщаному ґрунті. Походить з тропічних і субтропічних районів Пакистана, Бангладеш, Індії, Шрі Ланки і М'янми.

## Практичне використання

### У народній медицині та косметиці
У Індії нім відомий як «сільська аптека», «божественне дерево» і «панацея від усіх хвороб». Препарати зроблені з нього, довели свої лікарські властивості, маючи глистогінну, протигрибкову, протибактеріальну, противірусну, антидіабетичну та заспокійливу дію. Також засоби з німу використовують проти лупи. Стовбур, коріння і кора мають загальнозміцнюючі та протималярійні властивості. У аюрведичній медицині лікарські засоби з цього дерева, розглядаються як головні компоненти і особливо рекомендуються при хворобах шкіри. Прути дерева нім в Індії, Бангладеш та Пакистані використовуються для чищення зубів. Ця практика — одна з найранніших і найефективніших форм догляду за зубами. Олія з насіння дерева використовується для приготування косметики.

### Сільське господарство
Найчастіше азадирахту використовують як потужний інсектицид: у її листі та насінні міститься речовина азадирахтин, отруйна для різноманітних шкідливих комах, кліщів і нематод, але порівняно нешкідлива для ссавців. Що найважливіше, у шкідників не розвивається стійкість до азадирахтину. Листя дерева слугує кормом худобі.

## Галерея

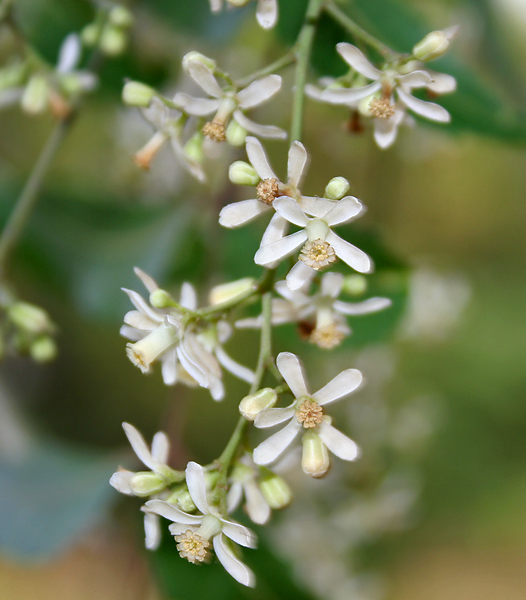
Квіти
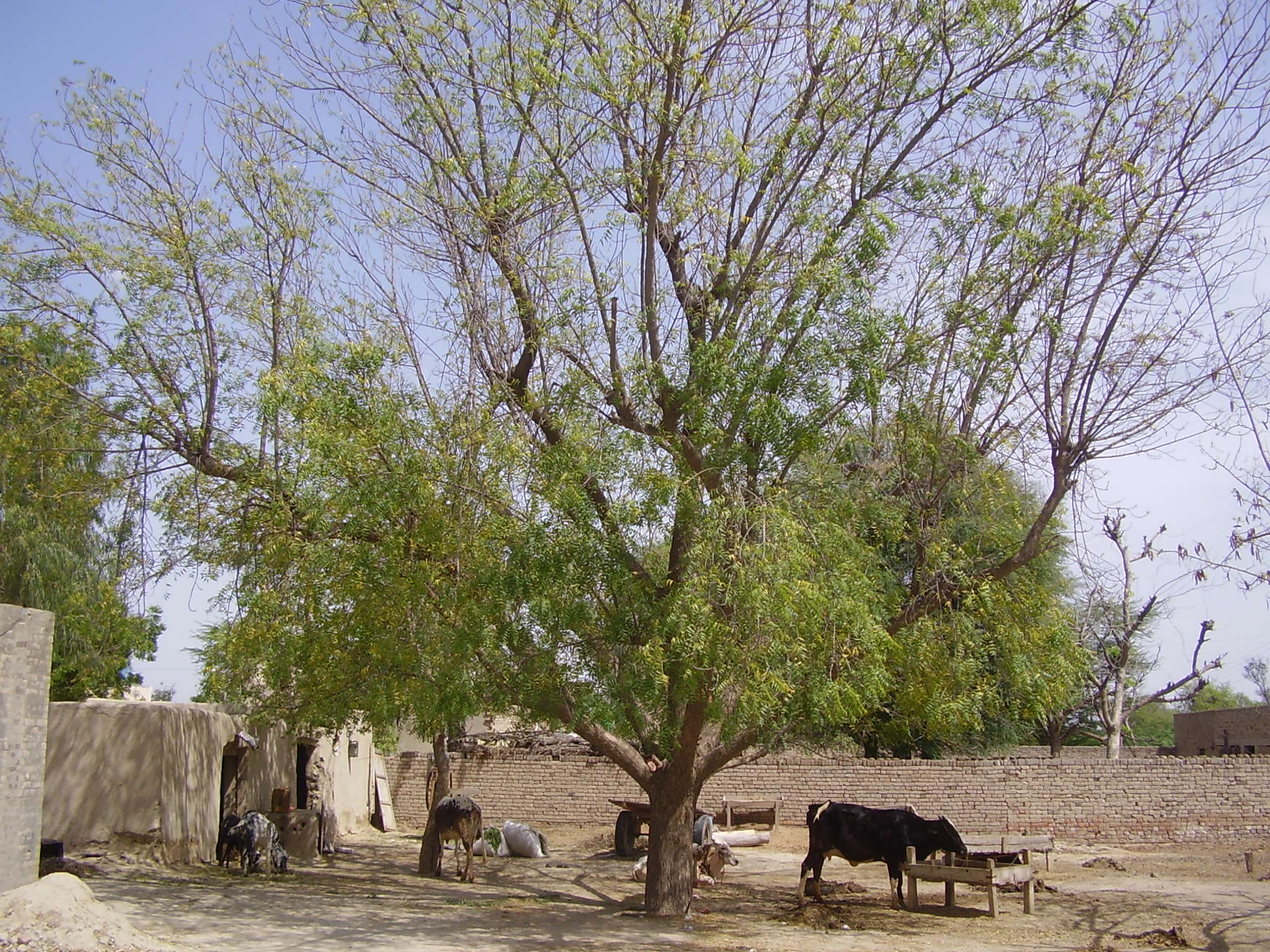
Тварини під деревом
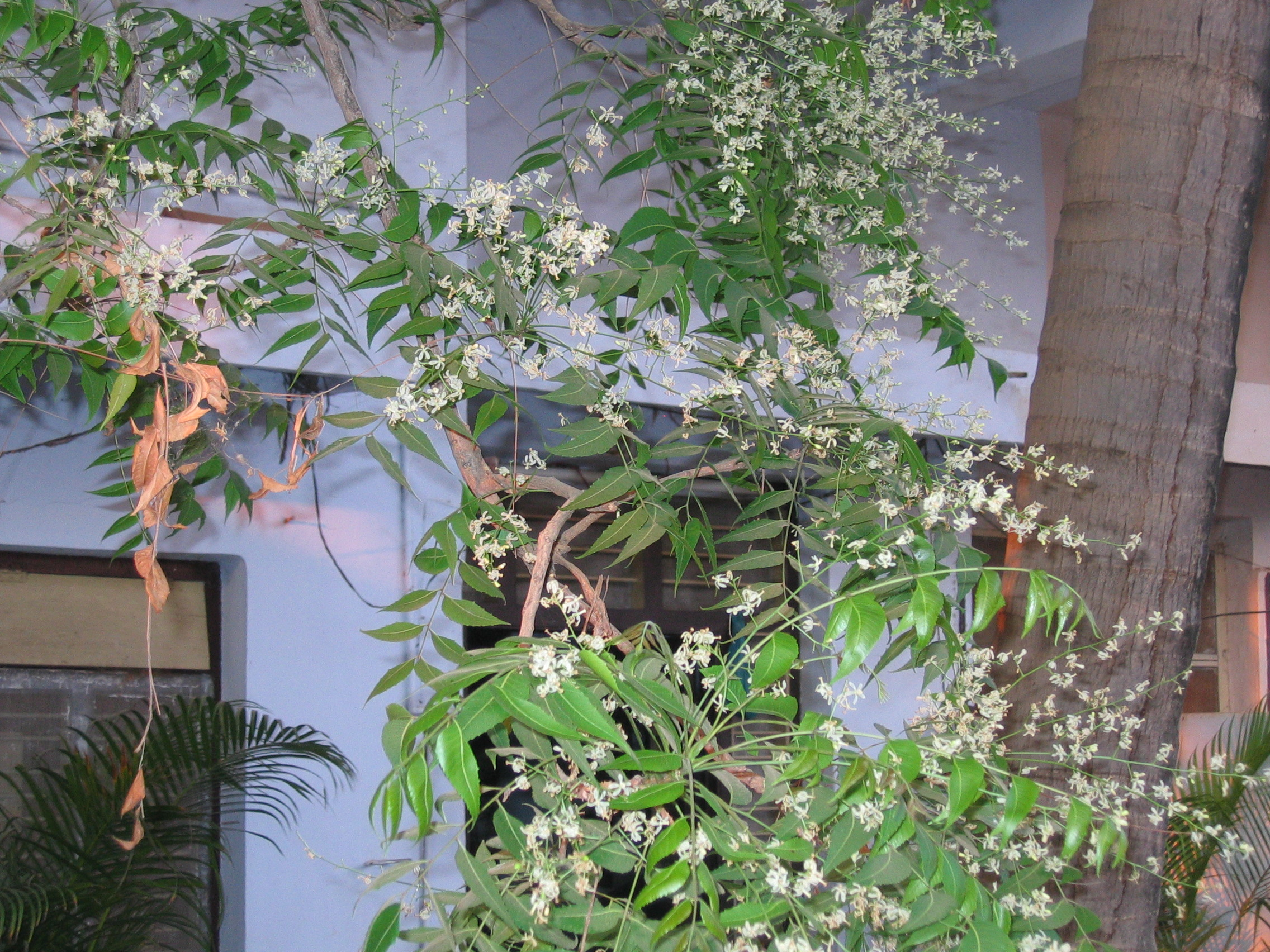
Квіти
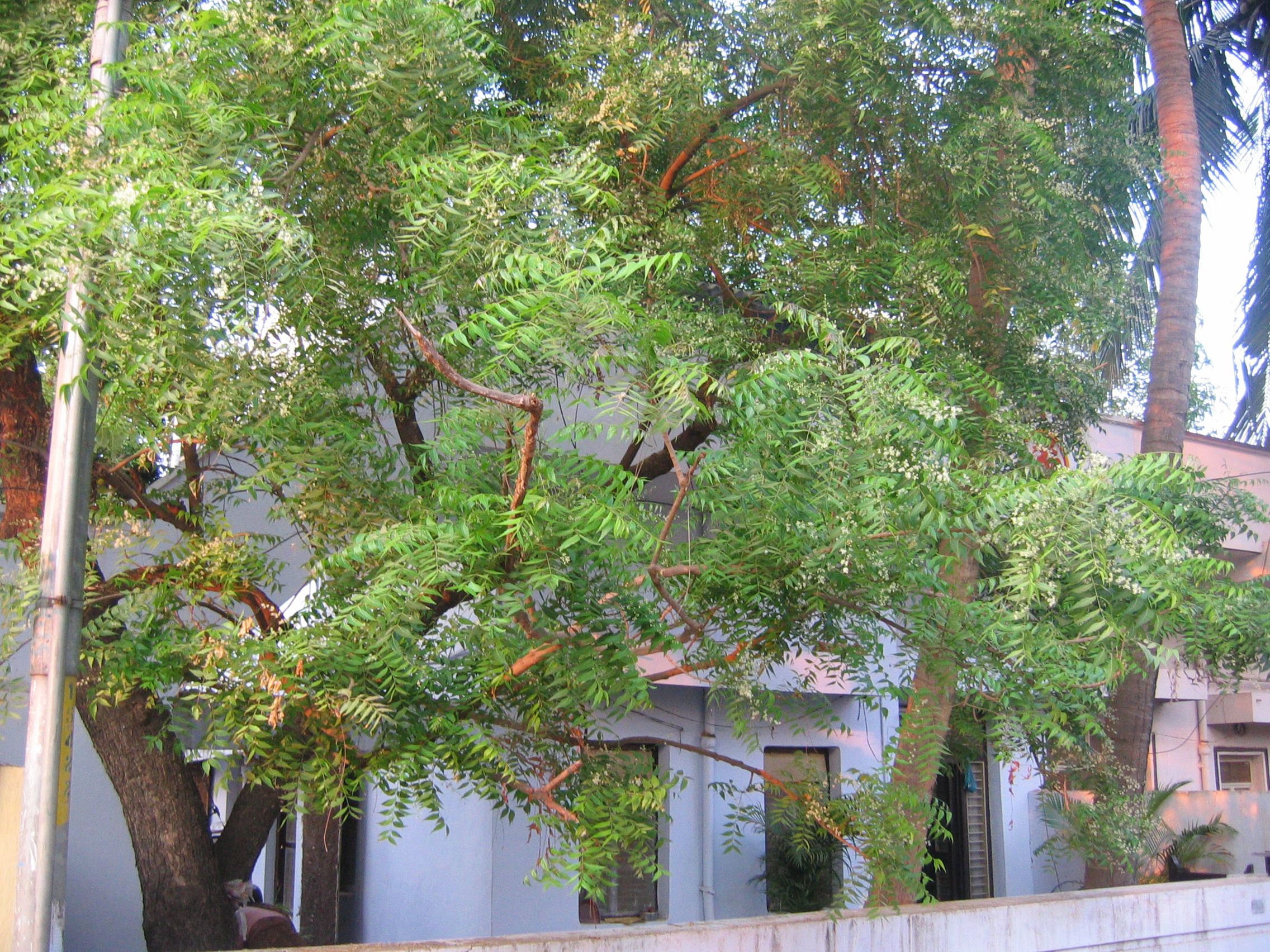
Квітуче дерево
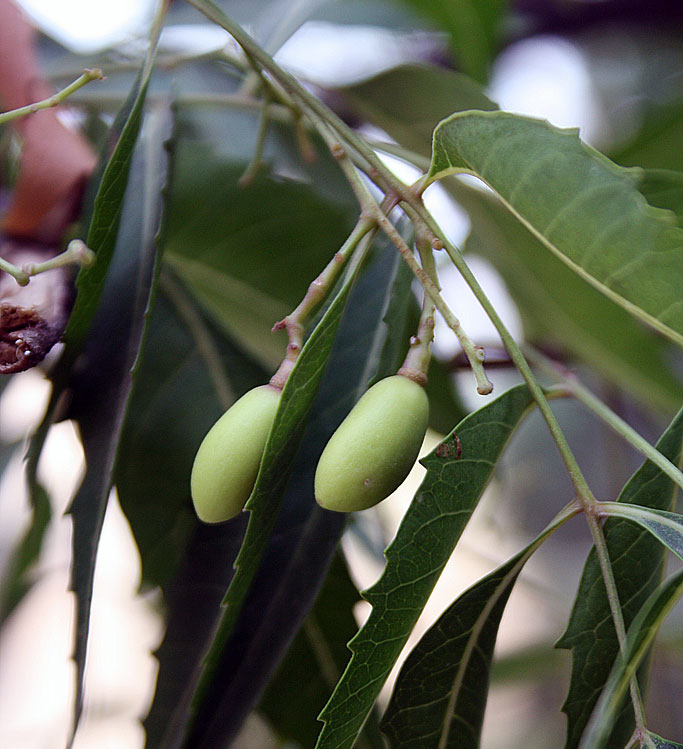
Незрілі плоди
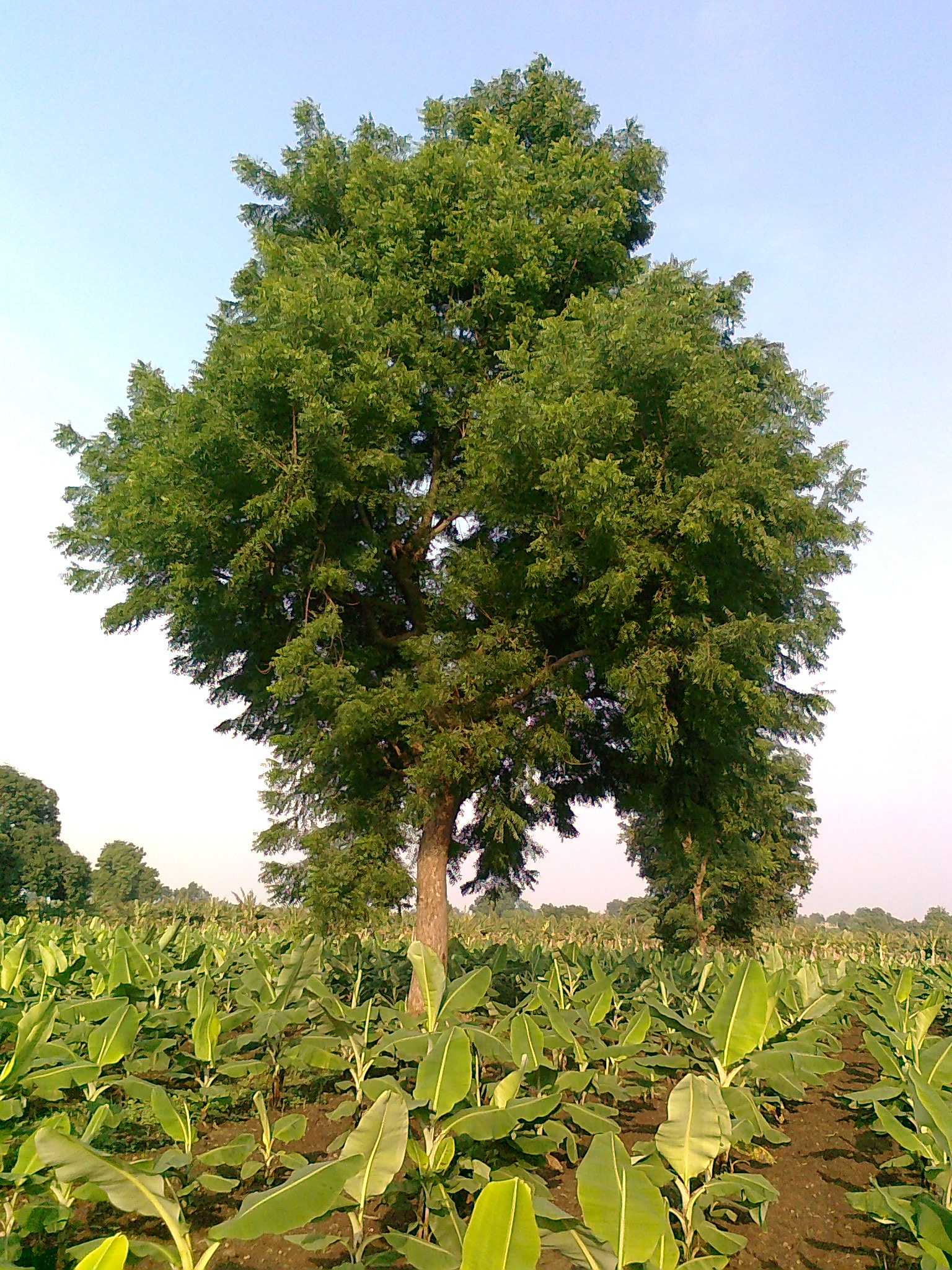
Дерева на банановій плантації
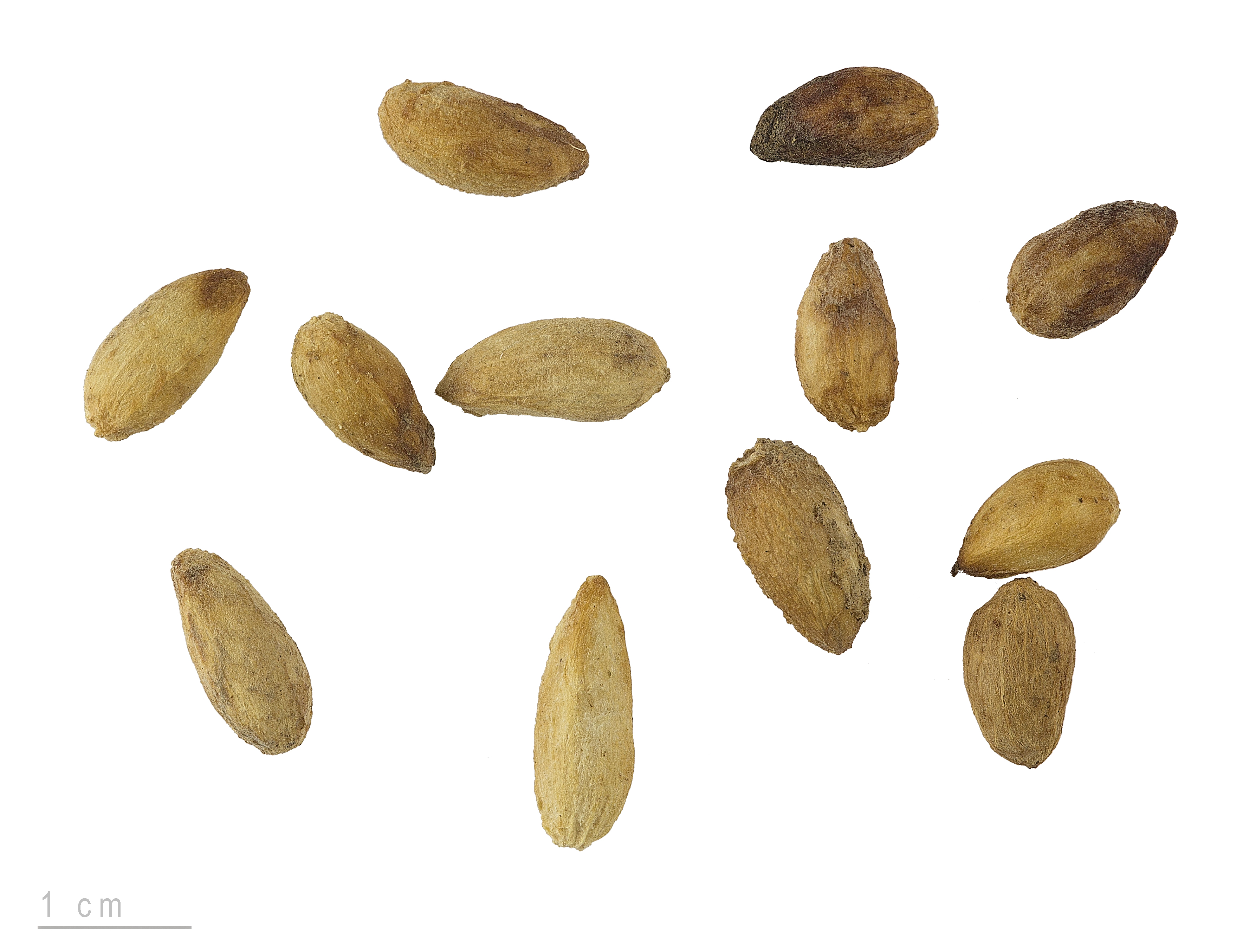
Насіння Azadirachta indica  — Тулузький музей